# 玉川村 (愛知県八名郡)
玉川村（たまがわむら）は、愛知県八名郡にかつて存在した村。
現在の豊橋市の一部（石巻本町など）に該当する。

## 歴史
- 1875年（明治8年） - 神ヶ谷村と森岡新田が合併し、神ヶ谷村となる。
- 1878年（明治11年） - 神ヶ谷村、高井村、和田村、長楽村が合併し、玉川村となる。
- 1889年（明治22年）10月1日 - 町村制により、玉川村が発足。
- 1906年（明治39年）7月1日 - 多米村、三輪村、西郷村、嵩山村と合併し、石巻村が発足。同日玉川村は廃止。